# 墨西哥副獅子魚
墨西哥副獅子鱼，为輻鰭魚綱鮋形目杜父魚亞目狮子鱼科的其中一種。分布於中東太平洋區的墨西哥海域，屬底棲性魚類，棲息在水深42至900公尺的海域，背鰭軟條69枚；臀鰭軟條62枚；脊椎骨76枚，體長可達16公分，生活習性不明。